# ねる、取材行ってきます〜TOKYO アイドルタイムズ〜
『ねる、取材行ってきます〜TOKYO アイドルタイムズ〜』（ねる、しゅざいいってきます〜トウキョウ アイドルタイムズ〜）は、フジテレビ（関東ローカル）で2021年から2023年まで放送されていたバラエティ番組で、長濱ねるの冠番組である。

## 放送日
| 回    | 放送日時（JST）           |
| 第1期 | 第1期                     |
| ----- | ------------------------- |
| 1     | 2021年9月19日 2:15 - 3:15 |
| 2     | 2021年9月26日 1:45 - 2:45 |
| 3     | 2021年11月6日 1:25 - 2:25 |
| 第2期 |                           |
| 4     | 2022年6月25日 1:25 - 2:25 |
| 5     | 2022年7月27日 2:25 - 3:25 |
| 6     | 2022年8月24日 1:55 - 2:55 |
| 第3期 |                           |
| 7     | 2023年6月28日 2:05 - 3:05 |
| 8     | 2023年8月3日 1:55 - 2:55  |
| 9     | 2023年8月27日 1:20 - 2:20 |

## 出演者
- 長濱ねる
- 濱家隆一（かまいたち）

## 取材相手

### 第1期（2021年）
第1回
- 私立恵比寿中学
- QUEENS
- TIF de Debut

第2回
- アイドルドラフト会議
- リルネード
- ミライアカリ

第3回
- ドリームユニット"IDOLE5UM"
- QUEENS

### 第2期（2022年）
第4回
- きのホ。
- fishbowl
- 森永新菜（アップアップガールズ（2））
- 新井ひとみ・中江友梨（東京女子流）
- 沖口優奈（マジカル・パンチライン）
- ゴリエ

第5回
- 超ときめき♡宣伝部
- 大和田仁美（『ウマ娘 プリティーダービー』スマートファルコン役）
- 神楽めあ・雨音るな・星羅ミント（NHOT BOT）

### 第3期（2023年）
第7回
- 高嶺のなでしこ
- Devil ANTHEM.
- ＃ババババンビ
- REIRIE
- 鍛治島彩（アップアップガールズ（2））

第8回
- Juice=Juice
- yosugala

## オープニングテーマ
- QUEENS「TOKYO アイドルタイムズ」

## スタッフ
第3期（2023年）
- ナレーション：藤井弘輝（フジテレビアナウンサー）
- 制作：井瀧信吾
- 構成：竹越陵、中村豪、エドボル
- 美術制作：藤原基宏
- 美術協力：フジアール
- イラスト：古瀬勝也
- TP：山本真吾
- TD：若林茂人
- CAM：塚本兼教
- VE：高山昌樹
- 音声：盛田浩尉
- 照明：小林直貴
- 技術協力：fmt、IMAGICA、東京オフラインセンター
- 編集：門山周介（#7）、増田徳樹（#8）
- MA：近藤宏紀
- 音響効果：斉藤信之
- 編成：中野雪華（#7）、西毅（#8）
- ディレクター：中平達将、早野太貴（#8）
- AD：関川祐亮（#7）
- プロデューサー：佐久間史晃、原瑞穂、岡本衣紅子、渡辺未生、吉田咲帆、小林知佳、須長晋之介 / 神原孝 / 半田悠理、白石一幸
- 演出：内山真吾
- 総合演出：入口拓矢
- チーフプロデューサー：菊竹龍
- 制作協力：FCC
- 制作：フジテレビ事業局イベント事業センター事業部
- 制作著作：フジテレビ

### 過去のスタッフ
- 制作：石井浩二
- カメラ：山根美鈴
- VE：酒地一則
- 技術協力：モアバウンスサウンド
- 撮影協力：SHIBUYA DESEO（#4）
- 編成：枝根聡樹（#4）、鈴木康平（#5）
- ディレクター：内藤麻衣子（#5）
- AD：佐藤慶治、梶原幸、丸崎玲奈
- プロデューサー：中山佳祐、 / 岡江美香子、岩崎文昭 / 武蔵祐輝
- 演出：高林直也
- 制作協力：クリーク・アンド・リバー社、officepancho